# Rugby à XV en Biélorussie
Cet article traite du rugby à XV en Biélorussie.
La Biélorussie n'est pas une grande nation du rugby à XV.

## Histoire

### Post indépendance
Après la chute de l'Union soviétique, le rugby à XV est en déclin. Le principal club actif de Biélorussie est le RC Vepry Minsk. 
Le 4 octobre 2014, l'équipe nationale de Biélorussie renaît et joue un match contre l'Estonie. Cette défaite 59 à 12 face à une nation stable du rugby est cependant encourageante.

## Organisation
La Fédération biélorusse de rugby à XV organise les compétitions de rugby en Biélorussie. Elle est affiliée à la FIRA depuis 2013.

## Équipe nationale
L'équipe de Biélorussie de rugby à XV représente le pays lors des compétitions internationales.